# Софроній (Китаєв)
Єпископ Софроній (в миру Віталій Олександрович Китаєв; 29 листопада 1978, Верхній Жирім, Улан-Уденський район, Бурятская АРСР) — архієрей Російської православної церкви, єпископ Губкинський і Грайворонский.

## Біографія
Народився 29 листопада 1978 року в селі Верхній Жирім Республіки Бурятія в родині семейскіх старообрядців Забайкалля. Батько — Олександр Кузьмич Китаєв — лісничий Харитоновського лісництва. Мати — Євдокія Василівна Китаєва — бібліотекар.
Після закінчення Верхнєжирімської середньої школи виконував послух вівтарника в Свято-Вознесенському храмі міста Улан-Уде.
У 1996 році вступив в Білгородську православну духовну семінарію (з місіонерською спрямованістю), яку закінчив в 2000 році. Під час навчання брав участь в місіонерській експедиції в Республіку Саха-Якутія. Брав участь в з'їздах єпархіальних місіонерів.
5 квітня 2001 року архієпископом Бєлгородським і Старооскольським Іоанном пострижений в чернецтво з ім'ям Софроній на честь святителя Софронія Іркутського.
7 квітня 2001 року висвячений в сан ієродиякона, 12 квітня 2001 року — в сан ієромонаха.
Указом архієпископа Іоанна призначений благочинним храму святителя Інокентія, митрополита Московського і Коломенського, і економом Бєлгородської православної духовної семінарії та Православної гімназії святих Кирила і Мефодія.
У 2002–2004 роках навчався на заочному секторі Київської духовної академії.
У 2004 році Указом Патріарха Московського і всієї Русі Алексія II нагороджений правом носіння наперсного хреста.
У 2006 році захистив роботу «Старообрядці Забайкалля як складова частина духовного і етнокультурного потенціалу Сибіру» на ступінь кандидата богослов'я .
Брав участь в місіонерських експедиціях по Сибіру і Далекому Сходу (2002 рік), Калмикії, Адигеї, а також місіонерської поїздки на Камчатку.
У 2007 році з благословення митрополита Смоленського і Калінінградського Кирила, голови Відділу зовнішніх церковних зв'язків, входив до складу офіційної делегації в поїздці в Індонезію.
З 18 по 23 грудня 2009 року по благословенню Патріарха Московського Кирила в складі делегації Російської православної церкви брав участь у святкуванні 10-річчя Православ'я в державі Таїланд.
У 2010 році згідно з Указом Святійшого Патріарха Московського і всієї Русі Кирила був зведений в сан ігумена.
31 травня 2010 року на засіданні Священного синоду Руської православної церкви призначений намісником Свято-Троїцького Холковського чоловічого монастиря. 
12 лютого 2011 року архієпископом Бєлгородським і Старооскольський Іоанном нагороджений, в зв'язку з посадою намісника монастиря, ігуменський посохом.
4 квітня 2011 роки до дня Святої Пасхи нагороджений правом носіння палиці.
18 жовтня 2011 призначений офіційним представником Білгородської і Старооскольской єпархії в органах державної влади.

### Архиєрейство
7 червня 2012 року на засіданні Священного синоду Російської православної церкви обраний єпископом Губкінським і Грайворонським .
9 червня 2012 року в кафедральному Спасо-Преображенському соборі Бєлгорода архієпископом Іоанном (Поповим) зведений в сан архімандрита  .
До єпископської хіротонії був проректором з адміністративно-господарської частини Бєлгородської Православної семінарії і викладачем курсу «Місіологія».
6 липня 2012 року в храмі Всіх святих, що в землі Російській просіяли, Патріаршій резиденції в Даниловому монастирі в Москві наречений на єпископа Губкінського і Грайворонського.
22 липня 2012 року в храмі Преображення Господнього в Тушино звершена хіротонія архімандрита Софронія в сан єпископа. Хіротонію здійснили Патріарх Московський Кирило, митрополит Крутицький і Коломенський Ювеналій (Поярков), митрополит Саранський і Мордовський Варсонофій (Судаков), митрополит Воронезький і Борисоглібський Сергій (Фомін), митрополит Білгородський і Старооскольський Іоанн (Попов), архієпископ Курський і Рильський Герман (Мораліна), єпископ Солнєчногорський Сергій (Чашин).
З 25 серпня 2014 року є завідувачем кафедри місіології Бєлгородської православної духовної семінарії (з місіонерською спрямованістю)  .
Святішим Патріархом Московським і всієї Русі Кирилом удостоєний пам'ятного знака «700-річчя Преподобного Сергія Радонезького», медалі «В пам'ять 1000-річчя кончини рівноапостольного князя Володимира».
Здійснює церковні служби доніконським чином.
9 березня 2017 року рішенням Священного синоду Російської православної церкви включений до складу Комісії у справах старообрядницьких парафій і по взаємодії із старообрядництвом.
У лютому 2021 року разом із єпископом так званої УПЦ МП (РПЦвУ) Каллиником у Севастополі освячував прапор на ракетний корабель ЗСУ РФ «Гайворон».